# Hangulatfüggő tanulás, hangulatfüggő emlékezet
Hangulatfüggő tanulás, hangulatfüggő emlékezet: ha emlékezeti kódoláskor a hangulat egyezik az előhívás hangulatával, jobb lesz a tanulási/emlékezeti teljesítmény.
Például, ha egy vizsgára való készülés alkalmával végig szomorú a hangulatunk, a hangulatfüggő tanulás kiindulási tézise szerint akkor járunk a legjobban, ha a vizsgára is szomorúan megyünk, mert várhatóan akkor lesz a legjobb a teljesítményünk.
Ha például egy randevú alkalmával valami nagyon kellemes történik, miközben a hangulatunk vidám és eufórikus, akkor jó eséllyel fog spontán is eszünkbe jutni a kellemes randevú emléke, amikor –- akár valami egészen más helyzet miatt –- ugyanolyan hangulatba kerülünk. A hangulat az ilyen esetekben egyfajta hívóinger szerepet tölt be.
A hangulatfüggő tanulás alapvető kiindulási pontja Freud elfojtás-elmélete, aminek lényege egy énvédő mechanizmus, ami a szorongástól és a feszültségkeltő elemektől óvja a személyt, a nemkívánatos emlékeket, eseményeket –- ezek legtöbbször negatív érzelmi valenciájúakᐞ -– kirekeszti a tudatból, elfojtja hogy megkímélje a személyt ezek káros befolyásától.
A hangulatfüggő tanulás rég ismert fogalom a pszichológiában, egyesek szerint ez a kontextuális tanulás egyik típusának tekinthető. A kontextus lehet belső, ill. külső irányítottságú.
Bár az ilyen tanulási-kódolási helyzetek mesterséges laboratóriumi előállítása etikai problémákkal néz szembe, néhány kutató laboreredményei szerint az érzelmek elferdítik az emlékeket, és sokkal inkább hatnak a kódolási, mint az előhívási folyamatra. Más kísérletekben vitatták az érzelmek jelentőségét a tanulás folyamatát illetően, és leginkább a figyelem irányításában tulajdonítottak döntő szerepet neki – ami közvetlenül befolyásolja a tanulást.

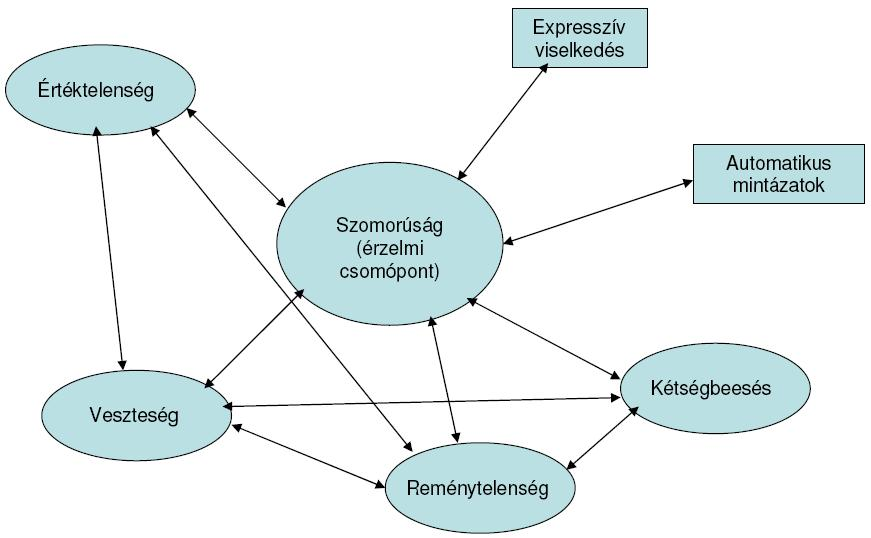
Bower: szemantikai hálózatelmélete

Gordon H. Bower (1981) szemantikai hálózatelméletének központi alapgondolata, hogy az érzelmek – melyek központi idegrendszeri reprezentációjában és feldolgozásában ismert agyi struktúrák (amigdala, hippocampus stb.) – a különböző szemantikai hálózatok csomópontjaiban helyezkednek el, amiket külső, ill. belső ingerek egyaránt aktiválhatnak.   Elmélete szerint a tanulás utáni felidézési teljesítmény akkor a legjobb, ha a kódolás közben és előhíváskor a hangulat megegyezik.
Az elmélet hipotézisei:

Az amigdala

- Hangulatállapot-függő felidézés: lásd fentebb
- Gondolati megfelelés: az egyének szabad asszociációi, gondolatai és ítéletei tematikusan megfelelnek hangulati állapotuknak.
- Hangulati megfelelés: az érzelmileg töltött információkat akkor tanuljuk meg a legjobban, amikor ezek érzelmi értéke megfelel aktuális hangulati állapotunknak.
- Hangulati intenzitás: a hangulati állapot intenzitásának növekedése megnöveli a kapcsolódó csomópontok aktivációját a hálózatban.

Hangulati állapotfüggőség esetén minden, egy adott hangulatban átélt, kódolt élmény, tanult információ – legyen az kellemes, kellemetlen vagy semleges – akkor lesz a legkönnyebben felidézhető, ha a személy hangulata megegyezik a kódolás közbenivel. Ezzel szemben a hangulati kongruencia azt feltételezi, hogy egy adott hangulat a rá jellemző élményeket hívja csak elő, függetlenül attól, hogy azok milyen állapotban voltak kódolva. Például egy szomorú hangulat a szomorú emlékeket hívja elő, még ha azok vidám pillanatban is voltak kódolva.
Lloyd és Lishman (1975) depressziós betegek hívóingeres önéletrajzi asszociációs felidézési feladatában figyelték meg, hogy több negatív emléket idéznek fel, asszociálnak egy hívószóra, mint az egészséges kontrollcsoport tagjai A kutatók véleménye szerint a betegek esetében a negatív emlékek javára történik torzítás. A depressziósok gyors hangulatváltozása megfigyelhető az emlékekre gyakorolt hatásukban. Amikor akár csak egy napi eltéréssel kérdeztek ki egy pácienst életének egy korábbi semleges eseményéről, azt kapták, hogy szomorú hangulatban a semleges eseményt negatívként idézte fel, vidám hangulatban viszont éppen fordítva. A hangulat tehát az események kognitív kiértékelésében játszhat döntő szerepet, nem pedig a kódolásban.
Bower (1981) egy kísérletsorozatban hipnózisindukcióval hozott vidám, ill. szomorú hangulatba kísérleti személyeket, akiknek ilyen állapotban mért szólistatanulás utáni teszteredményeinél azt tapasztalta, hogy amikor a felidézési hangulat megegyezett a kódolási hangulattal, sikeresebb volt a felidézési teljesítmény, mint ellenkező esetben. A hangulati állapotfüggőség később más kutatók által végzett újabb, ill. megismételt kísérletekben azonban ellentmondásos eredményeket hozott, így létezése nem bizonyított a mai napig sem. Szintén Bower egy másik 1981-es vizsgálatban azt az eredményt kapta, hogy az előhívási hangulatállapot nem befolyásolja az előhívást, ami inkább a hangulatkongruencia mellett tanúskodik.
Baddeley (1986) e témában végzett kutatása alapján szintén a hangulatkongruencia bizonyítottságát preferálta a hangulati állapotfüggéssel ellentétben.  Baddeley azt találta, hogy ha a tanulandó anyagot a személy tanulási helyzetben mentális állapotával kapcsolja össze, ill. arra vonatkoztatja, a kódolási kontextus interaktív lesz, és ennek van hatása a felidézésre.
Watts (1986) a szorongás szerepét vizsgálta az emlékezeti előhívásban. Véleménye a megfigyelési adatok alapján az, hogy a szorongás – ami erős érzelmi töltésű állapot – a percepcióra és a figyelemre hat, nem pedig az emlékezeti folyamatokra. A depressziós betegek megfigyelése szerint nem képesek olyan részletes emlékekről beszámolni, mint a normális kontrollszemélyek, és ennek titka nem az emlékezeti rendszer befolyásoltsága, hanem a kódolási helyzet perceptuális és figyelmi komponenseinek változásában keresendő. A depressziós betegek önéletrajzi emlékeikben átlagosan 40%-ban általános és nem részletes emlékeket idéznek föl, míg ugyanez normális kontrollszemélyek esetében mindössze 19%.
Baddeley (1986) szerint a szorongásos helyzet azzal szemben, hogy növeli arousal-szintet, ami erősebb emléknyom kiépülését kellene elősegítse, tanulási kísérleti helyzetben mégis a szorongás növekedésével nő a felidézési hibák száma. Véleményét összecseng a Watts által említett figyelem szorongás általi befolyásoltságával, illetve beszűkülésével. A figyelmi beszűkülésnek ill. szelektivitásnak egyik ragyogó példája, amikor bármilyen erőszakos cselekményszemtanúi az elkövető fegyverére jobban emlékeznek, mint magára az elkövetőre.
Az érzelmek számottevően befolyásolják emlékeinket, ill. azok kognitív kiértékelését, ezért megkérdőjelezhetővé vált a bűnügyi vallomás perdöntő hitelessége is.
A téma kutatása napjainkban is élő és intenzív – a jogi vonatkozás miatt is –, melynek egyik oka éppen az ellentmondásos kísérleti eredmények megléte.